# Дієго Санчес
Дієго Санчес (відомий як Дідак Санчес) — іспанський підприємець та засновник Eliminalia, компанії, яка спеціалізується на управлінні репутацією в інтернеті та захисті цифрової приватності, а також Maidan Holding.

## Біографія
Дідак Санчес народився в 1992 році в Іспанії, у районі Барселони, Равал. В ранні роки він і його сестри жили в дитячому будинку для неповнолітніх, за дорученням уряду Каталонії. Він почав як кур'єр, роблячи фотокопії в агентстві та створюючи вебсторінка.
У 2011 році Дідак Санчес заснував Eliminalia, компанію з управління репутацією. Раніше він створив Legisdalia, спеціалізовану компанію з захисту даних, яка на сьогодні нараховує понад 200 юристів у 80 містах Іспанії. У 2014 році Дідак Санчес представив себе кандидатом на посаду президента Торгової палати Барселони. У 2015 році Санчес розшифрував кодову схему, використану в останньому нерозшифрованому повідомленні Другої світової війни з географічними координатами. Його успіх у розшифруванні коду надихнув його на розробку нового програмного забезпечення безпеки під назвою 4YEO.
У 2015 році він отримав кілька нагород, зокрема Золоту Зірку, присуджену Інститутом професійного вдосконалення, та Нагороду Молодого Підприємця від спеціалізованого видавця El Suplemento. У 2016 році підприємець запустив програмне забезпечення, яке дозволяє шифрувати будь-який текст, документ, розмову WhatsApp, Messenger, SMS або Skype, а також телефонні дзвінки.
У 2017 році він об'єднав свої компанії під брендом Maidan Holding з головним офісом у Києві, Україна. Також є додатковий офіс у Флориді.
З 2015 року він також запустив Фонд Дідака Санчеса, який допомагає іншим молодим підприємцям з важким минулим.
Згідно з витіком даних, розкритих і проаналізованих європейськими журналістами, Санчес працював з понад 1500 особами з 2015 по 2021 рік, щоб видалити їх дані з Інтернету та газет.